# Dysdaemonia raveni
Dysdaemonia raveni is een vlinder uit de onderfamilie Arsenurinae van de familie nachtpauwogen (Saturniidae).
De wetenschappelijke naam van de soort is, als Titaea raveni, voor het eerst geldig gepubliceerd door Frank Johnson & Charles D. Michener in 1948.